# Гиллис, Джон
Джон Гиллис (англ. John Gillies; 1792—1834) — шотландский ботаник, изучавший флору Южной Америки.

## Биография
Джон Гиллис родился в 1792 году в семье писателя Джона Гиллиса и дочери торговца Хелен Фрейзер. В 1806 году поступил в Эдинбургский университет. В 1811 году Гиллис стал служить в Британском флоте помощником хирурга. На следующий год продолжил обучение в Университете. С конца 1812 года участвовал в Войне с Наполеоном в составе команды HMS Partridge. В 1816 году, по окончании войны, Джон вернулся в Эдинбург, стал членом Королевского медицинского общества. В 1817 году получил степень доктора медицины.
В 1819 году Гиллис заболел туберкулёзом лёгких, в следующем году отправился в Южную Америку, в Парагвай. В апреле 1820 года Гиллис прибыл в Буэнос-Айрес, в окрестностях которого на протяжении нескольких лет собирал ботанические образцы и отправлял их в Европу. Затем он жил в городе Мендоса. В августе 1828 года Гиллис вернулся в Лондон. В последующие несколько лет Гиллис издавал ботанические публикации, основанные на собранных им образцах.
24 ноября 1834 года Джон Гиллис скончался.
Гербарные образцы Джона Гиллиса находятся в Лондонском Музее естественной истории (BM), Ботаническом саду Эдинбурга (E), Ботаническом саду Кью (K) и Оксфордском университете (OXF).

## Роды, названные в честь Дж. Гиллиса
- Gilliesia Lindl., 1826